# Juste ciel !
Pour plus de détails, voir Fiche technique et Distribution.
Juste ciel ! est un film français réalisé par Laurent Tirard, sorti en 2022. C'est le dernier film du réalisateur avant sa mort survenue en 2024.

## Synopsis
Dans un petit village de campagne, des religieuses s'occupent des retraités de l'EHPAD local. Celui-ci tombant en ruine, elles décident d'aller à la mairie demander une subvention. Là-bas, elles apprennent que la mairie n'attribue plus de subvention cette année car tout le budget est passé dans le premier prix d'une course de vélo. Les sœurs décident de s'y inscrire. Problème : elles ne savent pas bien en faire.
Bien décidées à sauver l'EHPAD, elles font appel à M. Pierre, plus débrouillard sur la question, pour les entraîner. D'autant qu'un autre groupe de religieuses, plus expérimentées cette fois, est aussi sur la ligne de départ.

## Fiche technique
Sauf indication contraire, les informations mentionnées dans cette section peuvent être confirmées par la base de données cinématographiques Unifrance,  présente dans la section « Liens externes ».
- Titre original : Juste ciel !
- Titre de travail : Bonté divine[2]
- Réalisation : Laurent Tirard
- Scénario : Cécile Larripa et Philippe Pinel
- Adaptation et dialogues : Cécile Larripa, Philippe Pinel et Laurent Tirard
- Musique : Mathieu Lamboley
- Décors : Arno Roth
- Costumes : Maïra Ramedhan-Levi
- Photographie : Éric Blanckaert
- Son : Éric Devulder et Alexandre Fleurant
- Montage : Anne-Sophie Bion et Sahra Mekki
- Production : Olivia Lagache
- Sociétés de production : Les Films sur Mesure ; Le Pacte et M6 Films (coproductions)
- Société de distribution : Le Pacte
- Pays de production :  France| Médias externes |                                                              |
| Images          |                                                              |
|                 | Affiche du film sur le site Allociné                         |
| Vidéos          |                                                              |
|                 | Bande-annonce du film sur le compte youtube du site Allociné |
- Langue originale : français
- Format : couleur — 2,35:1
- Genre : comédie
- Durée : 86 minutes
- Dates de sortie[3] :
  - Tchéquie : 15 novembre 2022 (Festival du film français en République Tchèque)
  - Belgique, France : 15 février 2023

## Distribution
Sauf indication contraire, les informations mentionnées dans cette section peuvent être confirmées par les bases de données cinématographiques IMDb et Allociné,  présentes dans la section « Liens externes ».
- Valérie Bonneton : Mère Véronique
- Camille Chamoux : Sœur Augustine
- Claire Nadeau : Sœur Bernadette
- Sidse Babett Knudsen : Mère Joséphine
- Guilaine Londez : Sœur Béatrice
- Jean-Michel Lahmi : Père Abbé
- François Morel : M. Pierre
- Louise Malek : la stagiaire Gwendoline
- Claire Duburcq : Novice Charlotte
- Fabienne Galula : la femme d'accueil de l'Ehpad
- Henri Guybet : le pensionnaire Ehpad

## Production

### Développement
Le 1er mars 2021, on révèle la prochaine comédie de Laurent Tirard, ayant pour titre de travail Bonté divine, mettant en scène des « sœurs clarisses amatrices de vélo », sous la production des Films sur Mesure, dont le tournage aurait lieu dans le plus grand secret dans le Jura. À mi-mars, le titre change en Juste ciel et la production recherche des figurants pour les rôles des villageois et villageoises.

### Attribution des rôles
En mars 2021, on apprend que l'actrice danoise Sidse Babett Knudsen et Valérie Bonneton font partie du film, dans les rôles principaux. En avril, François Morel est annoncé dans la distribution.

### Tournage

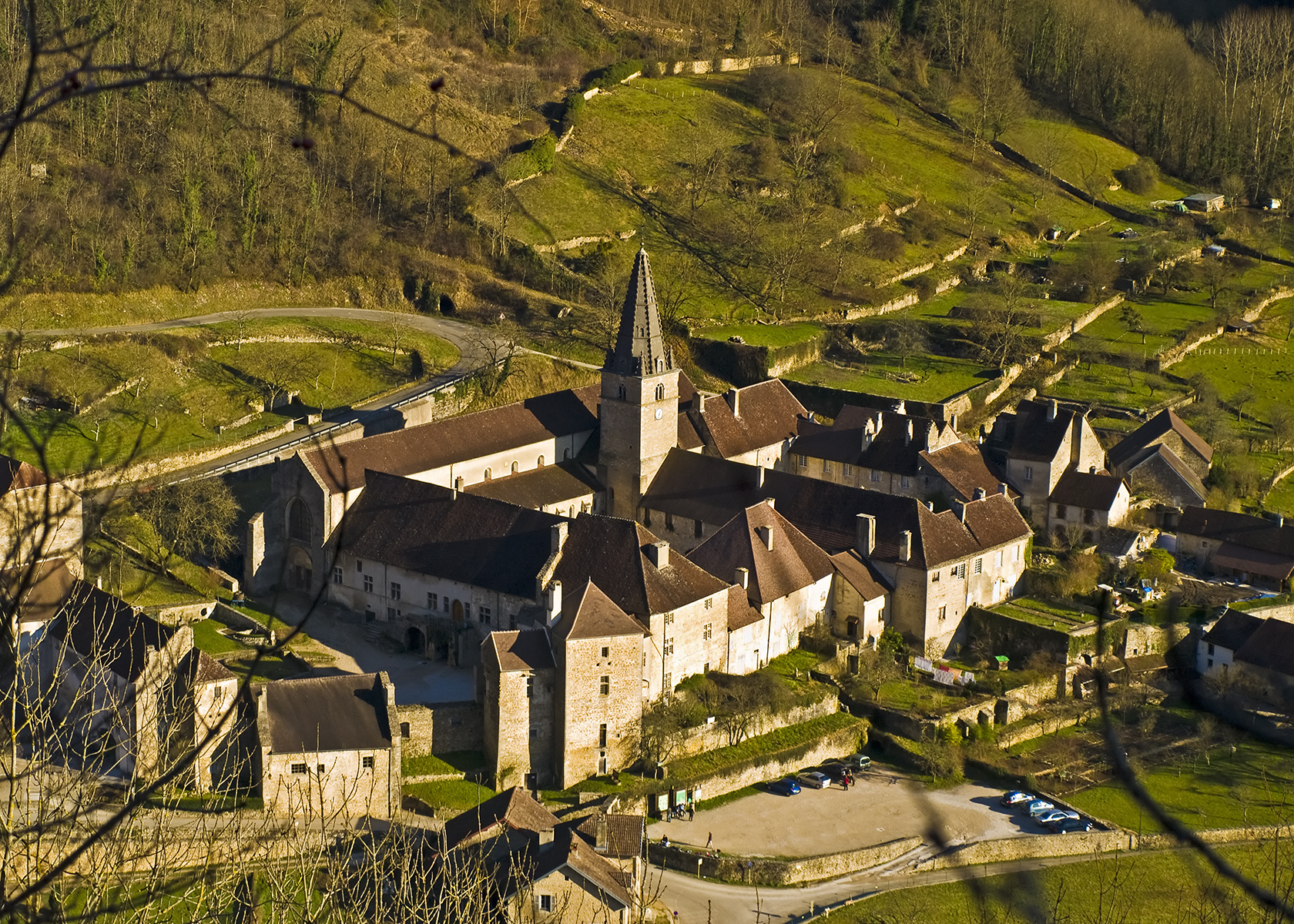
L'abbaye Saint-Pierre de Baume-les-Messieurs.

Le tournage débute le 12 avril 2021 à Saint-Laurent-la-Roche, devenue La Chailleuse, dans le Jura — où il n'y a « aucune manifestation en ces lieux depuis un an », signale Pierre Billet, président du foyer rural — avant de se déplacer à Baume-les-Messieurs, où se trouve l'abbaye Saint-Pierre et nécessite la fermeture des routes départementales pour servir discrètement ce village et ses alentours entre le 16 et le 23 avril. Il y a également lieu sur la place Guillaume-de-Poupet et celle de la mairie, accompagné de 190 figurants pour l'accueil d'une course cycliste.

### Musique
La musique du film est composée par Mathieu Lamboley, fidèle habitué de Laurent Tirard pour la plupart de ses films.

## Accueil

### Sortie
Juste ciel ! est présenté en avant-première, le 15 novembre 2022, au festival du film français en République Tchèque, ainsi que, le 18 janvier 2023, au festival international du film de comédie de l'Alpe d'Huez.

### Accueil critique
En France, le site Allociné donne la note de 1.8⁄5, après avoir recensé 4 critiques de presse.
La critique française n'est pas très favorable au film lors de sa sortie. Pour le site Écran Large, « même sans en attendre grand-chose, Juste ciel ! parvient à décevoir avec son scénario griffonné sur un coin de table et ses blagues enfantines usées jusqu'à la corde. Le casting lutte fort contre le malaise, mais perd la bataille dès le premier round. ».
Pour le site Première, « les gags (de chutes, beaucoup, beaucoup de chutes) tombent à plat les uns après les autres, et le film finit par ressembler à une comédie d'un autre âge qu'on aurait ressortie du formol. ».
Pour Corinne Renou-Nativel (La Croix), « Juste ciel !, qui échappe à la vulgarité, n’a d’autre ambition que de faire rire. Mais il répète à l’envi les mêmes ressorts comiques : des chutes en pagaille, des religieuses éloignées des figures classiques, teigneuse ou ex-trafiquante. ».

### Box-office
| Pays ou région | Box-office      | Date d'arrêt du box-office | Nombre de semaines |
| -------------- | --------------- | -------------------------- | ------------------ |
| France         | 135 166 entrées | 11 avril 2023              | 8                  |

Pour son premier jour d'exploitation, en France, Juste ciel ! réalise 7 056 entrées, pour 780 séances proposées. Le film se positionne quatrième du box-office des nouveautés sorties ce jour, derrière La Femme de Tchaïkovski (13 303) et devant Le Grand Cirque (7 016, avant-premières incluses),.
Pour sa première semaine d'exploitation, la comédie se positionne en quatorzième position du box-office hebdomadaire français, avec 61 457 entrées, pour un total de 5 139 séances. Le film est classé derrière Zodi et Téhu, frères du désert (61 784) et devant Marlowe (53 573).

## Distinctions

### Nominations et sélections
- Festival du film français en République Tchèque 2022 : section « Avant-premières »[10]
- Festival international du film de comédie de l'Alpe d'Huez 2023 : section « Compétitions officielles »[11]